# Luhunreservoaren
Luhunreservoaren eller Luhun Shuiku är en reservoar i Kina.  Den ligger i provinsen Henan, i den centrala delen av landet, 700 km sydväst om huvudstaden Peking. 'Luhunreservoaren ligger 311 meter över havet. Arean är 29,0 kvadratkilometer. Trakten runt 'Luhunreservoaren består till största delen av jordbruksmark. Den sträcker sig 8,0 kilometer i nord-sydlig riktning, och 7,6 kilometer i öst-västlig riktning.